# Đại hội đại biểu Nhân dân toàn quốc
Đại hội Đại biểu Nhân dân Toàn quốc (giản thể: 全国人民代表大会; phồn thể: 全國人民代表大會; Hán-Việt: Toàn quốc Nhân dân đại biểu đại hội; bính âm: Quánguó Rénmín Dàibiǎo Dàhuì), viết tắt là Nhân Đại (tiếng Trung: 人大; bính âm: Réndà), là cơ quan quyền lực nhà nước cao nhất, cơ quan lập pháp của Trung Quốc. Với 2.980 đại biểu tại khóa XIII vào năm 2018, Nhân Đại Toàn quốc là cơ quan lập pháp lớn nhất trên thế giới.
Nhân Đại Toàn quốc là một cơ quan lập pháp đơn viện, thực hiện quyền lập pháp, quyền giám sát hoạt động của chính phủ và quyền bầu cử các chức danh nhà nước quan trọng. Dù đại biểu phần lớn vẫn do Đảng Cộng sản Trung Quốc quyết định, kể từ đầu thập niên 1990, Nhân Đại Toàn quốc đã bớt là cơ quan hình thức và không có quyền lực; và đã trở thành một diễn đàn dàn xếp các khác biệt về chính sách giữa các bộ phận của đảng và nhà nước . Đại hội Đại biểu Nhân dân Toàn quốc cũng là diễn đàn tranh luận các dự luật trước khi thông qua. Ủy ban Thường vụ Đại hội Đại biểu Nhân dân Toàn quốc là cơ quan thường trực của Nhân Đại Toàn quốc, do Ủy viên trưởng Ủy ban Thường vụ Đại hội Đại biểu Nhân dân Toàn quốc đứng đầu, đồng thời là người đứng đầu Nhân đại Toàn quốc. Nhân Đại Toàn quốc, cùng với Nhân Đại địa phương ở các cấp hợp thành "chế độ Đại hội đại biểu nhân dân" của Trung Quốc.
Đại hội Đại biểu Nhân dân Toàn quốc họp thường lệ mỗi năm một kỳ vào mùa xuân (thường là vào tháng 3), thường kéo dài từ 10 tới 14 ngày, tại Đại lễ đường Nhân dân, nằm ở phía tây Quảng trường Thiên An Môn ở Bắc Kinh. Kỳ họp Nhân Đại Toàn quốc thường diễn ra cùng lúc với kỳ họp Ủy ban Toàn quốc Hội nghị Hiệp thương Chính trị Nhân dân - cơ quan hiệp thương chính trị có các thành viên đại diện cho các nhóm xã hội khác nhau. Vì Nhân Đại Toàn quốc và Chính hiệp là những cơ quan thảo luận chính của Trung Quốc nên những kỳ họp chung hằng năm đó thường được gọi là "Lưỡng Hội", hay "Hai kỳ họp". Theo Nhân Đại Toàn quốc, các kỳ họp thường lệ này tạo cơ hội cho các quan chức xem xét lại các chính sách cũ và đưa ra các kế hoạch tương lai cho quốc gia.

## Quyền hạn và nhiệm vụ
Hiến pháp Trung Quốc quy định Đại hội Đại biểu Nhân dân Toàn quốc có bốn chức năng, quyền hạn chính:
1. Sửa đổi Hiến pháp và giám sát việc thi hành Hiến pháp: Chỉ Đại hội Đại biểu Nhân dân Toàn quốc có quyền sửa đổi Hiến pháp. Những sửa đổi Hiến pháp phải được Ủy ban Thường vụ đề xuất hoặc 1/5 đại biểu trở lên đề xuất. Để các sửa đổi có hiệu lực, nó phải được thông qua bởi đa số phiếu 2/3 của tất cả các đại biểu.
2. Ban hành và sửa đổi luật cơ bản về tội phạm hình sự, dân sự, các cơ quan nhà nước và các vấn đề khác
3. Bầu và bổ nhiệm các thành viên của các cơ quan nhà nước ở cấp trung ương: Đại hội Đại biểu Nhân dân Toàn quốc bầu Ủy viên trưởng Ủy ban Thường vụ (tức Chủ tịch Quốc hội), các Phó Ủy viên trưởng Ủy ban Thường vụ (tức Phó Chủ tịch Quốc hội), Tổng thư ký Ủy ban Thường vụ và các ủy viên khác của Ủy ban Thường vụ Đại hội Đại biểu Nhân dân Toàn quốc. Đại hội Đại biểu Nhân dân Toàn quốc cũng bầu Chủ tịch nước Cộng hòa Nhân dân Trung Hoa và Phó Chủ tịch nước Cộng hòa Nhân dân Trung Hoa; bổ nhiệm Tổng lý Quốc vụ viện (tức Thủ tướng) và nhiều chức vụ cốt yếu khác cho các cơ quan nhà nước ở trung ương. Đồng thời, Đại hội Đại biểu Nhân dân Toàn quốc cũng có quyền bãi nhiệm các chức vụ nói trên.
4. Quyết định các vấn đề chính của nhà nước: Bao gồm việc kiểm tra và phê duyệt báo cáo về kế hoạch phát triển kinh tế xã hội của đất nước và về việc thực hiện, báo cáo và ngân sách trung ương,.... Việc thành lập Đặc khu hành chính Hồng Kông, Đặc khu hành chính Ma Cao, tỉnh Hải Nam, thành phố trực thuộc trung ương Trùng Khánh và xây dựng Đập Tam Hiệp trên sông Dương Tử đều do Nhân Đại Toàn quốc quyết định.

Quá trình soạn thảo luật của Nhân Đại Toàn quốc được điều chỉnh bởi Luật Cơ bản (1982) và Quy tắc Trình tự (1989). Bắt đầu từ một nhóm nhỏ thường là các chuyên gia bên ngoài bắt đầu dự thảo, dự thảo này sẽ được các nhóm lớn hơn xem xét, cùng với một nỗ lực duy trì sự đồng thuận ở từng bước của quá trình. Tại các phiên họp toàn thể của Nhân Đại Toàn quốc hoặc Ủy ban Thường vụ Nhân Đại Toàn quốc để xem xét việc ban hành luật, phần lớn các nội dung chủ yếu của dự thảo luật thường được đồng ý. Tuy nhiên, những thay đổi từ ngữ nhỏ cho dự thảo thường được thực hiện ở giai đoạn này. Quá trình kết thúc bằng một cuộc biểu quyết chính thức của Ủy ban Thường vụ Nhân Đại Toàn quốc hoặc Nhân Đại Toàn quốc trong một phiên họp toàn thể.
Đại hội Đại biểu Nhân dân Toàn quốc chủ yếu tồn tại để phê chuẩn pháp lý đối với các quyết định đã được đưa ra ở cấp cao nhất của chính phủ. Tuy nhiên, nó vẫn có sự ảnh hưởng nhất định vì hoạt động như một diễn đàn mà trong đó các đề xuất lập pháp được soạn thảo và thảo luận với đầu vào từ các bộ phận khác nhau của chính phủ và các chuyên gia kỹ thuật bên ngoài. Có rất nhiều vấn đề mà trong Đảng không có sự nhất trí và qua đó các bộ phận khác nhau của đảng hoặc chính phủ lại có ý kiến khác nhau. Trong những vấn đề này, Nhân Đại Toàn quốc thường trở thành diễn đàn để thảo luận các ý tưởng và đạt được sự đồng thuận.
Để thực hiện 4 chức năng trên, luật Trung Quốc quy định Nhân Đại Toàn quốc Trung Quốc có 15 nhiệm vụ, Ủy ban thường vụ Nhân Đại Toàn quốc có 21 nhiệm vụ. Trong khi Nhân Đại Toàn quốc của Trung quốc chủ yếu đóng vai trò chức năng như một diễn đàn, thì Ủy ban thường vụ Nhân Đại Toàn quốc của Trung Quốc lại có cả chức năng ban hành luật và sửa luật do mình ban hành. Điều này xuất phát từ đặc điểm Nhân Đại Toàn quốc của Trung Quốc rất đông nên triệu tập họp nhiều kỳ sẽ tốn kém và khó khăn; ngoài ra, chính vì Nhân Đại Toàn quốc mỗi năm chỉ họp một lần trong thời gian ngắn trong khi nhu cầu xây dựng pháp luật là rất lớn nên Ủy ban Thường vụ Nhân Đại Toàn quốc được tăng quyền lập pháp và giám sát đáng kể.

## Thủ tục
Đại hội Đại biểu Nhân dân Toàn quốc họp thường niên mỗi năm một lần vào mùa xuân (thường là vào tháng 3) trong khoảng 2 tuần, thường vào cùng thời điểm với Ủy ban Toàn quốc Hội nghị Hiệp thương Chính trị Nhân dân (Chính hiệp). Các kỳ họp kết hợp được gọi là "Lưỡng Hội", hay "Hai kỳ họp" (Liang Hui). Giữa các kỳ họp này, Ủy ban thường vụ với khoảng 150 thành viên, thực hiện quyền lực.
Ý nghĩa của "Lưỡng Hội", hay "Hai kỳ họp" là: "Tiến hành thu tập và chỉnh lý các thông tin và ý kiến của nhân dân mà các đại biểu và ủy viên thu thập được để trình lên Trung ương Đảng, các đại biểu và ủy viên của "Lưỡng Hội" đại diện cho lợi ích của đông đảo cư tri, thay mặt cử tri trình các ý kiến và kiến nghị lên cơ quan chức năng Chính phủ trong thời gian diễn ra "Lưỡng Hội". Các kỳ họp chung của Nhân Đại địa phương các cấp và Chính hiệp địa phương các cấp cũng đều được gọi là "Lưỡng Hội", hay "Hai kỳ họp".
Các buổi họp đã trở thành các sự kiện truyền thông vì tại phiên họp toàn thể này, các nhà lãnh đạo Trung Quốc sẽ đưa ra các Báo cáo Công tác. Mặc dù Nhân Đại Toàn quốc tới nay vẫn chưa bao giờ không chấp thuận một Báo cáo Công tác hoặc không phê chuẩn ứng viên do Đảng chỉ định, nhưng các phiếu bầu nay đã không còn đồng thuận cao nữa. Những lần bỏ phiếu chấp thuận giảm xuống dưới 70%, mà đã xảy ra nhiều vào giữa những năm 1990, được coi là cực kỳ đáng xấu hổ. Gần đây, các Báo cáo Công tác đã được kiểm tra bởi các đại biểu Nhân Đại Toàn quốc trước để tránh sự bối rối này tiếp diễn.
Ngoài ra, giữa các phiên họp Nhân Đại Toàn quốc, các lãnh đạo Trung Quốc thường tổ chức các cuộc họp báo với các phóng viên nước ngoài, và đây là một trong số ít cơ hội mà phóng viên phương Tây được hỏi các câu hỏi chưa được đặt ra tới giới lãnh đạo Trung Quốc.
Một dự luật lớn thường mất nhiều năm để dự thảo, và một dự luật đôi khi sẽ không được đưa ra trước cuộc bỏ phiếu cuối cùng nếu có sự phản đối đáng kể đối với phương sách này. Ví dụ như: Luật Tài sản đã bị rút khỏi chương trình nghị sự năm 2006 sau khi bị phản đối là không đủ để bảo vệ tài sản của nhà nước.
Các dự luật, bộ luật thường được trình lên phê chuẩn sau ít nhất 3 lần xem xét lại tại Ủy ban Thường vụ. Tuy nhiên, cuộc tranh luận về Luật Sở hữu đã kéo dài tới 9 năm, qua 7 lần xem xét lại tại Ủy ban Thường vụ và làm nóng cuộc tranh luận trên toàn quốc. Dự Luật gây tranh cãi này đã được thông qua tại kỳ họp thứ năm của Nhân Đại Toàn quốc khóa X vào 16/3 với 2.799 phiếu bầu, 52 phiếu chống, 37 phiếu trắng và 1 người không bỏ phiếu trong số 2.889 đại biểu tham dự phiên họp bế mạc.

## Bầu cử và thành viên
Đại biểu của Đại hội Đại biểu Nhân dân Toàn quốc có tối đa 3000 đại biểu (theo Hiến pháp), được bầu ra với nhiệm kỳ 5 năm thông qua một hệ thống bầu cử nhiều cấp. Các đại biểu của Đại hội được các Đại hội đại biểu cấp tỉnh bầu ra, các đại hội cấp tỉnh này lại được cấp dưới tỉnh bầu ra, cứ như thế cho đến cấp hành chính thấp nhất do người dân bầu cử trực tiếp.
Đảng Cộng sản Trung Quốc là đảng lãnh đạo giữ quyền kiểm soát thực tế về thành phần đại biểu của Đại hội đại biểu Nhân dân các cấp, đặc biệt là Đại hội Đại biểu Nhân dân Toàn quốc thông qua hệ thống bầu cử này. Ở cấp thấp nhất thì sự chi phối này ít hơn và có ít sự dàn xếp trước kết quả đại biểu trước bầu cử và có một số đại biểu ngoài đảng. Tuy nhiên, cơ cấu của hệ thống bầu cử khiến cho việc một ứng cử viên cấp cao hơn được bầu vào Đại hội đại biểu cấp trên mà không có sự chấp thuận của đảng là khó xảy ra.
Một trong những cơ chế như thế là sự hạn chế số ứng cử viên tương ứng với số ghế. Ở cấp quốc gia, tối đa là có 110 ứng cử viên cho 100 ghế còn cấp tỉnh là 120 ứng cử viên cho 100 ghế. Tỷ lệ này tăng lên đối với cấp thấp hơn cho đến cấp hương, cấp thấp nhất, nơi không có giới hạn về số ứng cử viên cho mỗi ghế.
Ngoài ra, Hiến pháp Cộng hòa Nhân dân Trung Hoa quy định Ủy ban Thường vụ Đại hội Đại biểu Nhân dân Toàn quốc điều hành công việc hàng ngày của Đại hội. Do đảng viên chiếm đa số áp đảo nền kiểm soát hoạt động của Đại hội.
Dù trên thực tế Đảng Cộng sản Trung Quốc phê duyệt đại biểu Đại hội, khoảng 1/3 số đại biểu của Đại hội Đại biểu Nhân dân Toàn quốc vẫn được chọn thông qua Hội nghị Hiệp thương Chính trị (Chính hiệp) dành cho các đại biểu ngoài đảng. Các ghế này dành cho các chuyên gia kỹ thuật và các đại biểu của các bên liên hiệp nhỏ hơn. Dù các đại biểu này đóng góp chuyên môn và tạo ra sự đa dạng hơn về quan điểm nhưng không có chức năng là một phái đối lập chính trị.

### Thành viên của Nhân Đại Toàn quốc các khóa
| Các khóa | Năm  | Tổng số đại biểu | Nữ  | Tỷ lệ nữ % | Dân tộc thiểu số | Tỷ lệ dân tộc thiểu số % |
| -------- | ---- | ---------------- | --- | ---------- | ---------------- | ------------------------ |
| I        | 1954 | 1226             | 147 | 12         | 178              | 14,5                     |
| II       | 1959 | 1226             | 150 | 12,2       | 179              | 14.6                     |
| III      | 1964 | 3040             | 542 | 17,8       | 372              | 12,2                     |
| IV       | 1975 | 2885             | 653 | 22,6       | 270              | 9,4                      |
| V        | 1978 | 3497             | 742 | 21,2       | 381              | 10,9                     |
| VI       | 1983 | 2978             | 632 | 21,2       | 403              | 13,5                     |
| VII      | 1988 | 2978             | 634 | 21,3       | 445              | 14,9                     |
| VIII     | 1993 | 2978             | 626 | 21         | 439              | 14,8                     |
| IX       | 1998 | 2979             | 650 | 21,8       | 428              | 14,4                     |
| X        | 2003 | 2985             | 604 | 20,2       | 414              | 13,9                     |
| XI       | 2008 | 2987             | 637 | 21,3       | 411              | 13,8                     |
| XII      | 2013 | 2987             | 699 | 23,4       | 409              | 13,7                     |
| XIII     | 2018 | 2980             | 742 | 24,9       | 438              | 14,7                     |

Nguồn:

### Đại biểu của Hồng Kông, Ma Cao và Đài Loan
Một số đại biểu của Đại hội Đại biểu Nhân dân đại diện cho các Đặc khu Hành chính Hồng Kông, Ma Cao và lãnh thổ Đài Loan. Các đại biểu từ Hồng Kông và Ma Cao được bầu thông qua một tuyển cử đoàn chứ không phải là bầu cử phổ thông, nhưng bao gồm các nhân vật chính trị sống trong các khu vực đó. Các tuyển cử đoàn bầu các đại biểu Đại hội Đại biểu Nhân dân phần lớn giống như thành phần của các cơ quan bầu cử nên các trưởng đặc khu. Cách thức bầu cử đại biểu Đại hội Đại biểu Nhân dân các đặc khu đã bắt đầu sau các cuộc chuyển giao chủ quyền các lãnh thổ này cho Trung Quốc. Giữa năm 1975 cho đến khi chuyển giao chủ quyền, cả Hồng Kông và Ma Cao đều được đại diện bởi các đại biểu do Đại hội Đại biểu tỉnh Quảng Đông bầu ra.
Đoàn đại biểu Đài Loan trong Đại hội Đại biểu Nhân dân chỉ nhằm làm biểu tượng tuyên bố chủ quyền của Cộng hòa Nhân dân Trung Hoa đối với hòn đảo này nhưng không bao gồm ai hiện đang sống ở Đài Loan mà chỉ là những người đang sống ở Đại lục với một số mối liên hệ với Đài Loan, như trước đây đã sống ở Đài Loan hay có gốc gác ở đó. Số lượng các nhà kinh doanh Đài Loan sống ở Đại lục và hải ngoại trở về Đại lục làm đại biểu Đại hội ngày càng tăng. Các đại biểu đại diện cho Đài Loan được bầu cử thông qua một đơn vị bầu cử bao gồm các cư dân Trung Hoa Dân Quốc đang hoặc trước đó đã cư trú ở Đài Loan hoặc có tổ tiên ở Đài Loan.

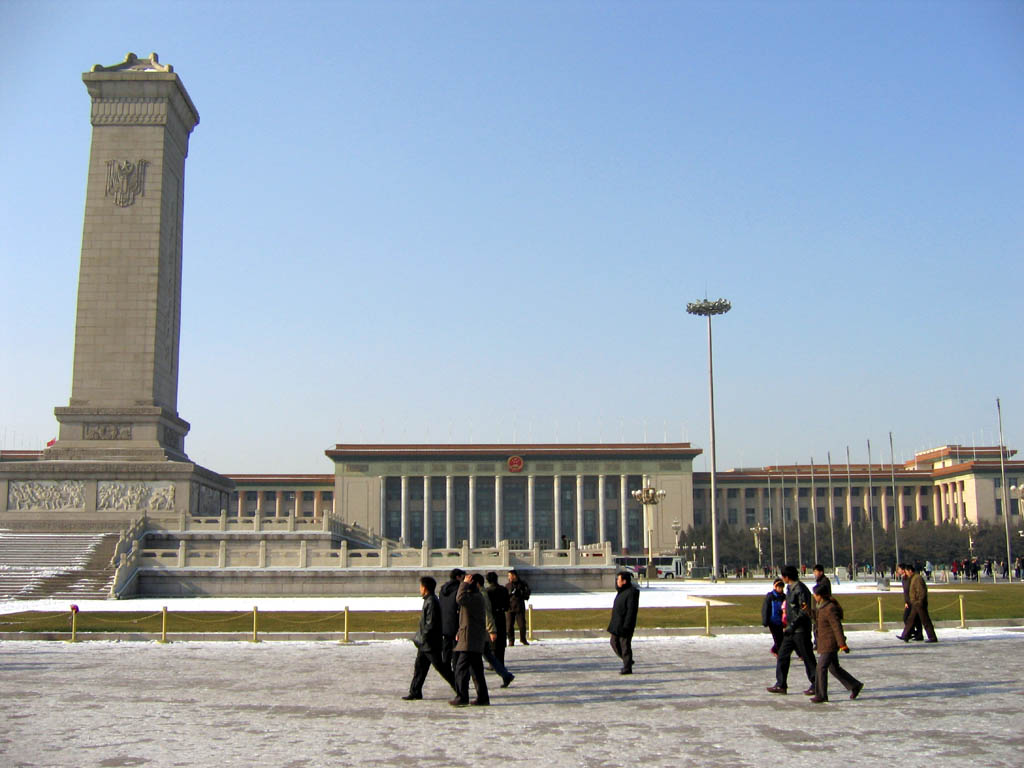
Tòa Đại lễ đường Nhân dân, Nơi Đại hội Đại biểu Nhân dân nhóm họp

### Đoàn đại biểu Quân Giải phóng Nhân dân
Quân Giải phóng Nhân dân luôn là một đoàn đại biểu lớn kể từ khi thành lập Nhân Đại Toàn quốc, chiếm từ 4% trong tổng số đại biểu khóa III, đến 17% (khóa IV). Kể từ Nhân Đại Toàn quốc khóa V, Quân Giải phóng Nhân dân thường chiếm khoảng 9% tổng số ghế đại biểu, và luôn là phái đoàn lớn nhất trong Nhân Đại Toàn quốc. Tại Nhân Đại Toàn quốc khóa XII, đoàn đại biểu Quân Giải phóng có 268 đại biểu, là đoàn có số lượng lớn nhất; đoàn đại biểu lớn thứ 2 là tỉnh Sơn Đông với 175 đại biểu.
Tại cuộc bầu cử Nhân Đại Toàn quốc khóa XIII năm 2018, đoàn đại biểu Quân Giải phóng Nhân dân có tổng cộng 269 đại biểu tới từ 23 đơn vị. Trong đó có 85 đại biểu cơ sở và chuyên môn, chiếm 31,6% cả đoàn; 34 đại biểu nữ, chiếm 12,6%; 21 đại biểu là dân tộc thiểu số và 148 đại biểu có trình độ thạc sĩ hoặc tiến sĩ.

### Đại biểu Hoa kiều và dân tộc thiểu số
Tại ba khóa Nhân Đại Toàn quốc đầu tiên, đã có một đoàn đại biểu riêng dành cho các Hoa kiều trở về, nhưng điều này đã bị loại bỏ bắt đầu từ Nhân Đại Toàn quốc khóa IV. Hoa kiều hiện nay vẫn là một nhóm được công nhận trong Nhân Đại Toàn quốc và hiện nằm rải rác trong các đoàn đại biểu khác nhau.
Nhà nước Trung Quốc cũng công nhận 55 nhóm dân tộc thiểu số ở Trung Quốc, và luật pháp quy định cứng là phải có ít nhất một đại biểu thuộc mỗi dân tộc thiểu số trong Nhân Đại Toàn quốc. Các đại biểu này có thể thuộc các đoàn đại biểu từ các khu tự trị như Tây Tạng, Tân Cương; nhưng các đại biểu từ một số nhóm, như người Hui (người Hồi giáo Trung Quốc) lại nằm trong nhiều đoàn đại biểu khác nhau.

## Cơ cấu tổ chức

### Các Ủy ban đặc biệt của Nhân Đại Toàn quốc
Theo Hiến pháp, Nhân Đại Toàn quốc có thể thành lập một số ủy ban đặc biệt. Mặc dù các ủy ban này không có bản chất của các cơ quan quyền lực, nhưng chúng thực hiện một số nhiệm vụ đặc biệt dưới sự lãnh đạo của các cơ quan quyền lực là Đại hội Đại biểu Nhân dân Toàn quốc và Ủy ban Thường vụ, chịu trách nhiệm nghiên cứu, rà soát và xây dựng các đề xuất có liên quan. Đại hội Đại biểu Nhân dân Toàn quốc khóa XIII có 10 ủy ban đặc biệt gồm:
- Ủy ban Dân tộc
- Ủy ban Hiến pháp và Luật pháp
- Ủy ban Giám sát và Tư pháp
- Ủy ban Kinh tế Tài chính
- Ủy ban Giáo dục, Khoa học, Văn hóa và Y tế Công cộng
- Ủy ban Ngoại vụ
- Ủy ban Hoa kiều
- Ủy ban Bảo tồn Tài nguyên và Bảo vệ Môi trường
- Ủy ban Nông nghiệp và Nông thôn
- Ủy ban Kiến thiết Xã hội

### Cơ quan chuyên trách của Ủy ban Thường vụ
Vì Ủy ban Thường vụ có quyền và nhiệm vụ lập pháp lớn và chủ yếu trong thời gian Nhân Đại Toàn quốc không họp, Ủy ban Thường vụ cũng thành lập một số cơ quan chuyên trách riêng để hỗ trợ hoạt động. Mỗi Ủy ban có trách nhiệm nghiên cứu, xem xét và thẩm tra dự thảo luật liên quan đến lĩnh vực phụ trách đã được quy định và phục vụ Nhân Đại Toàn quốc, Ủy ban Thường vụ trong công việc lập pháp, giám sát và các công việc khác. Các Ủy ban thuộc Ủy ban Thường vụ Nhân Đại Toàn quốc khóa XIII bao gồm:
- Ủy ban Thẩm tra Tư cách Đại biểu
- Phòng Tổng hợp
- Ủy ban Công tác Pháp chế
- Ủy ban Công tác Dự toán
- Ủy ban Luật pháp Cơ bản Đặc khu hành chính Hồng Kông
- Ủy ban Luật pháp Cơ bản Đặc khu hành chính Ma Cao

### Đoàn Chủ tịch
Đoàn Chủ tịch Kỳ họp Đại hội Đại biểu Nhân dân Toàn quốc (全国人民代表大会会议主席团; Toàn quốc Nhân dân Đại biểu Đại hội Hội nghị Chủ tịch đoàn), hay gọi tắt là Đoàn Chủ tịch Nhân Đại Toàn quốc, là cơ quan quyền lực cao nhất trong Đại hội Đại biểu Nhân dân Toàn quốc và là "cơ quan hội nghị lâm thời" (临时会议机构) chủ trì các kỳ họp. Đoàn Chủ tịch Kỳ họp bao gồm đại diện của các ngành và lĩnh vực: lãnh đạo Đảng Cộng sản và Nhà nước, ủy viên Quân ủy Trung ương, lãnh đạo các đảng phái dân chủ, Hội liên hiệp Công thương nghiệp toàn quốc, đại biểu độc lập, lãnh đạo các cơ quan chính quyền trung ương và các tổ chức nhân dân, trưởng đoàn đại biểu của tất cả 35 đoàn đại biểu Nhân Đại Toàn quốc (bao gồm cả đoàn đại biểu Hồng Kông, Ma Cao, Đài Loan và đoàn đại biểu của Quân Giải phóng Nhân dân), đại diện các doanh nghiệp, giới khoa học công nghệ, khoa học xã hội, giáo dục, nghệ thuật, y tế, thể thao, các tầng lớp xã hội, dân tộc thiểu số và lực lượng vũ trang.
Đoàn Chủ tịch Kỳ họp giới thiệu ứng viên Chủ tịch và Phó Chủ tịch Trung Quốc, Ủy viên trưởng, Phó Ủy viên trưởng và Tổng thư ký Ủy ban Thường vụ Nhân Đại Toàn quốc, Chủ tịch Ủy ban Quân sự Trung ương và Chánh án Tòa án nhân dân tối cao tới cho Nhân Đại Toàn quốc bầu. Chức năng của nó được định rõ trong Luật Tổ chức Đại hội Đại biểu Nhân dân Toàn quốc và Quy tắc Nghị sự của Nhân Đại Toàn quốc nhưng không quy định cụ thể nó được thành lập như thế nào.
Các thành viên của Đoàn Chủ tịch được thay đổi ở mỗi kỳ họp và dự thảo danh sách ủy viên sẽ được Ủy ban Thường vụ trình lên Nhân Đại Toàn quốc vào một phiên họp trù bị. Trước mỗi kỳ họp, Đại hội Đại biểu Nhân dân Toàn quốc họp trù bị, bầu Đoàn Chủ tịch Kỳ họp, Tổng thư ký Kỳ họp, biểu quyết các dự thảo và chương trình kỳ họp.
Đoàn Chủ tịch Kỳ họp thứ nhất của Nhân Đại Toàn quốc khóa XIII tại phiên họp trù bị cho kỳ họp thứ nhất ngày 4/3/2018 đã bầu ra 190 người, với 10 Chủ tịch thường vụ. Đoàn Chủ tịch Kỳ họp thứ 4 của Nhân Đại Toàn quốc khóa XIII được bầu vào ngày 4/3/2021 gồm có 174 người.

### Ủy ban Thường vụ
Là cơ quan thường trực của Đại hội Đại biểu Nhân dân Toàn quốc và được bầu bởi các đại biểu Nhân Đại Toàn quốc, bao gồm:
- 1 Ủy viên trưởng, tức Chủ tịch Quốc hội
- Các Phó Ủy viên trưởng, tức Phó chủ tịch Quốc hội
- Tổng thư ký Ủy ban Thường vụ

Các ủy viên Ủy ban thường vụ Nhân Đại Toàn quốc thường là tập hợp các đại biểu từ: Đảng cộng sản TQ; đại biểu của các đảng phái dân chủ, nhân sĩ không đảng phái và nhân sĩ yêu nước; đại biểu của các đoàn thể xã hội như công đoàn, thanh niên, phụ nữ...đại biểu của Quân giải phóng nhân dân; đại biểu của các dân tộc thiểu số có trên một triệu dân.
Ủy ban Thường vụ Nhân Đại Toàn quốc khóa XIII (2018-2022) được bầu vào ngày 17/3/2018 gồm 175 ủy viên, bầu ra Ủy viên trưởng Ủy ban Thường vụ là ông Lật Chiến Thư, Tổng Thư ký Dương Chấn Vũ và 14 Phó Ủy viên trưởng.
| STT | Tên Lãnh đạo     | Niên Khóa            | Các Chức vụ Đảng                                                      | Chức vụ khác         | Ghi Chú |
| --- | ---------------- | -------------------- | --------------------------------------------------------------------- | -------------------- | --- |
| 1   | Lưu Thiếu Kỳ     | 1954-1959            | Ủy viên thường vụ Bộ Chính trị Phó Chủ tịch Đảng                      |                      | |
| 2   | Chu Đức          | 1959 - 6/7/1976      | Ủy viên thường vụ bộ chính trị phó chủ tịch Đảng                      | Nguyên soái quân đội | từ trần khi tại vị |
| 3   | Diệp Kiếm Anh    | 5/3/1978 - 18/6/1983 | Ủy viên thường vụ Bộ Chính trị Phó chủ tịch Đảng Phó chủ tịch quân ủy | Nguyên soái quân đội | Giai đoạn này chức vụ Ủy viên trưởng là chức vụ nhà nước cao nhất đảm nhận các nhiệm vụ của Nguyên Thủ quốc gia, do chức vụ Chủ tịch nước đã được bãi bỏ |
| 4   | Bành Chân        | 1983 - 1988          | Ủy viên Bộ Chính trị                                                  |                      | |
| 5   | Vạn Lý           | 1988 - 1993          | Ủy viên Bộ Chính trị                                                  |                      | |
| 6   | Kiều Thạch       | 1993 - 1998          | Ủy viên thường vụ Bộ Chính trị                                        |                      | |
| 7   | Lý Bằng          | 1998 - 2003          | Ủy viên thường vụ Bộ Chính trị                                        |                      | |
| 8   | Ngô Bang Quốc    | 2003 - 2013          | Ủy viên thường vụ Bộ Chính trị                                        |                      | |
| 9   | Trương Đức Giang | 2013 - 2018          | Ủy viên thường vụ Bộ Chính trị                                        |                      | |
| 10  | Lật Chiến Thư    | 2018 - 2023          | Ủy viên thường vụ Bộ Chính trị                                        |                      | |